# Татарский театр
Татарский театр — возник на рубеже XIX и XX веков. В 1887 году была издана первая пьеса, а в 1906 году 22 декабря состоялось первое публичное представление на татарском языке, ставшее официальным днём рождения татарского театра.
Участниками домашнего театрального кружка «Шимбэчелэр» («Субботяне» — собрания проходили по субботам) был сыгран спектакль по комедии «Беда от любви» Намыка Кемаля — турецкого поэта и прозаика. Впервые эта дата с помпой отмечалась в 1926 году.

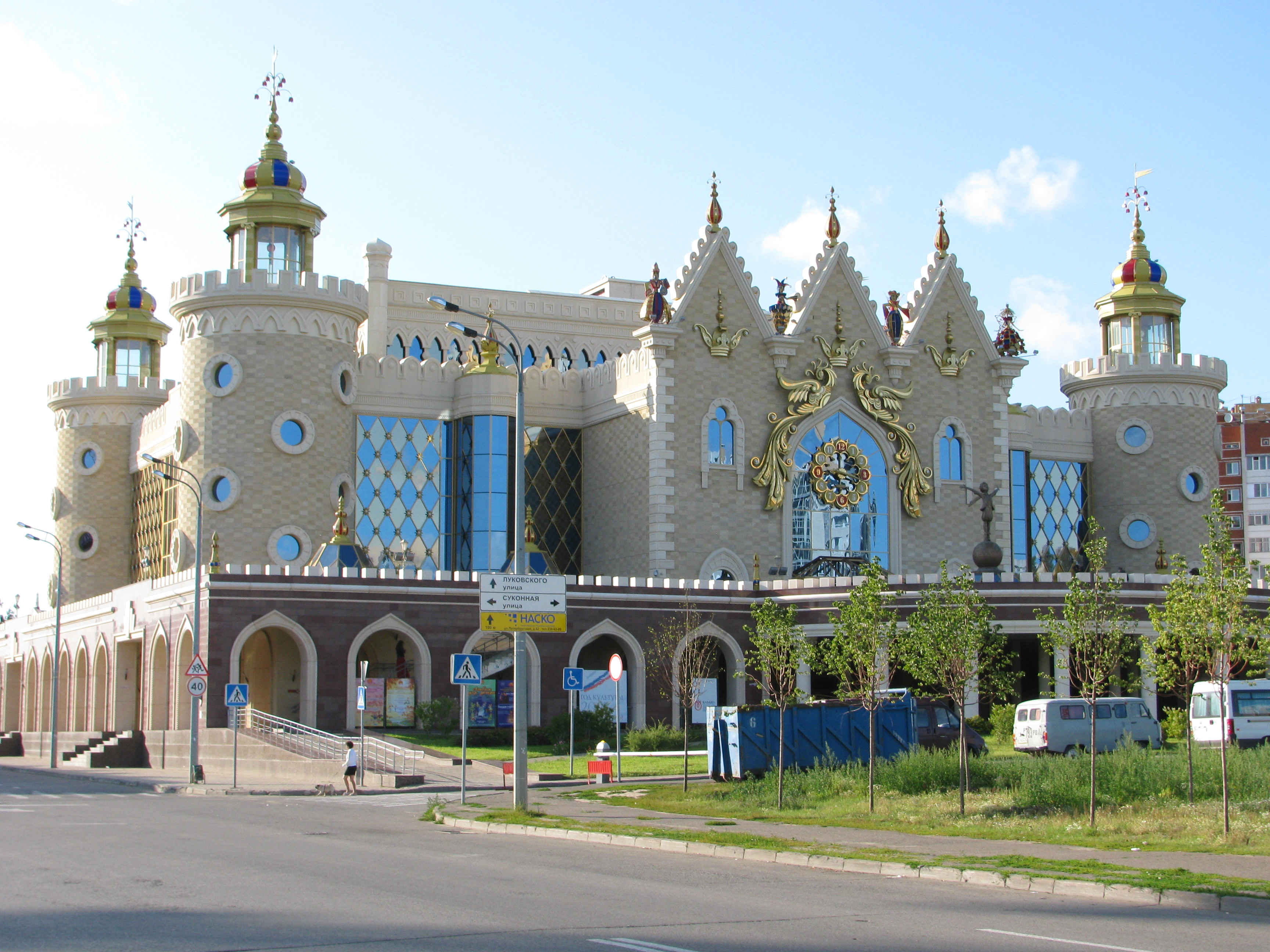
Татарский государственный театр кукол «Экият»

## История
В 1791 году в Казани был открыт первый публичный театр с полулюбительской труппой. Первоначально спектакли проходили в гимназическом театре, который имел специально оборудованный зал на 400 мест.
В 1803 году было специально построено здание для крепостного театра (деревянный театр на каменном фундаменте) на месте нынешнего здания театра, в котором начала выступать профессиональная труппа крепостных актёров. В репертуаре — пьеса Дениса Фонвизина «Недоросль» (была поставлена в 1804 году), пьесы Плавильщикова «Бобыль» и «Ермак» (обе были поставлены в 1805 году).
В 1833 году в Казани возвели здание для купца Синякова, которое неоднократно перестраивалось и в котором ныне располагается Казанский большой драматический театр имени В. И. Качалова.
Хотя в булгарско-татарских городах существовал так называемый площадной театр восточного типа, однако татарский театр своими корнями почти не соприкасается ни с восточным площадным театром, ни с народно-обрядовыми театральными формами.
Пожар 1842 года уничтожил почти весь город, сведений о театральных зданиях тех лет почти не сохранилось. Спектакли шли в частных домах.
В 1845 году началась закладка первого каменного здания театра. Новое красное кирпичное здание стояло на месте нынешнего сквера на Площади Свободы, который в то время был Театральной площадью.
В 1851 году в Казани начали давать первые спектакли. Становление оперного дела имеет глубокие корни: опера всегда сосуществовала с драмой и опереттой. Всегда выступали заезжие оперные труппы, чаще итальянские.
Но постоянные оперные сезоны начались в антрепризу П. М. Медведева в 1874 году. 26 августа 1874 года впервые полностью артистами казанской оперной труппы была дана опера М. И. Глинки «Жизнь за царя», эта дата считается датой начала постоянных оперных сезонов в Казани.
В ночь на 4 декабря 1874 года здание театра сгорело. Стационарное здание Казанского театра, заново отстроенное в 1875 году после пожара в 1874, существовало на месте нынешнего сквера на Площади Свободы до пожара 1919 года, после чего не восстанавливалось.
В начале 1907 года в Уральске возник первый татарский театральный коллектив Сайяр. Организатором труппы был Ильяс-бек Батыргареевич Кудашев-Ашказарский. Первый публичный спектакль «Свет и тьма» состоялся 19 мая 1907 года в Оренбурге. Первоначальное название труппы — «Первая в России труппа мусульманских артистов драмы под руководством И. Кудашева-Ашказарского».
В 1914 году здание театра приобрело окончательный вид с залом для демонстрации фильмов и для постановок драм и оперетт. Зрительный зал вмещает 505 зрителей. Сцена шириной 26 метров и глубиной 18 метров оборудована поворотным кругом диаметром 14 метров.
До Октябрьской революции существовали три татарские профессиональные труппы. Одна из них — «Сайяр»—находилась в Казани, другая — труппа «Нур» — в Уфе и третья — «Ширкат» — в Оренбурге.
В 1920-е годы сельские мигранты становятся частыми зрителями татарского театра, в это время драматург и прозаик Карим Тинчурин и композитор Салих Сайдашев создают новый жанр музыкальной драмы, в основу которой в художественно переосмысленном виде составляют традиции сельских праздников и джиенов. На раннем этапе татарский театр, возникший в городской среде (Оренбург, Казань, Уфа, Троицк, Касимов и др.), наследует европейские театральные традиции под влиянием турецких, он был описан через русскую театральную культуру.
В 1934 году СНК ТАССР было принято постановление о создании в Казани Татарского государственного оперного театра (именно оперного, а не оперы и балета). 17 июня 1939 году театр открылся оперой Назиба Жиганова «Качкын». Своего здания у театра не было, и спектакли шли на сценах других театров. Возведение здания началось в 1936 году по проекту московского архитектора Скворцова (по другим данным, главным архитектором был репрессированный в 1937 году Николай Круглов). В дальнейшем казанский архитектор Исмагил Гайнутдинов внёс в проект коррективы.
В 1948 году театру драмы присвоено имя Василия Качалова и театр стал называться Казанский большой драматический театр имени В. И. Качалова.
В связи с начавшейся Великой Отечественной войной строительство нового большого здания театра затянулось на 20 лет и было завершено с использованием труда немецких военнопленных только к середине 1950-х годов. 28 сентября 1956 года новое здание театра на площади Свободы было торжественно открыто оперой Н. Жиганова «Алтынчеч». В этом же году театру было присвоено имя Героя Советского Союза Мусы Джалиля и официально называться Татарский театр оперы и балета имени Мусы Джалиля. До войны известный татарский поэт, погибший в нацистском плену, заведовал в театре литературной частью.

## Татарские театры
- Татарский театр оперы и балета имени Мусы Джалиля (Казань)
- Татарский театр имени Галиасгара Камала (Казань)
- Татарский театр драмы и комедии имени Карима Тинчурина (Казань)
- Татарский государственный театр кукол «Экият» (Казань)
- Татарский государственный театр юного зрителя имени Габдуллы Кариева (Казань)
- Казанский большой драматический театр имени В. И. Качалова
- Набережночелнинский государственный татарский драматический театр (Набережные Челны)
- Альметьевский татарский государственный драматический театр (Альметьевск)
- Уфимский государственный татарский театр «Нур» (Уфа)
- Туймазинский татарский драматический театр (Туймазы)
- Оренбургский государственный татарский драматический театр имени Мирхайдара Файзи (Оренбург)
- Мензелинский татарский драматический театр имени Самира Амутбаева (Мензелинск)